# Парліно
Парліно (пол. Parlino, нім. Parlin) — село в Польщі, у гміні Стара Домброва Старгардського повіту Західнопоморського воєводства.
Населення — 212 осіб (2011).
У 1975-1998 роках село належало до Щецинського воєводства.

## Демографія
Демографічна структура станом на 31 березня 2011 року:
|          | Загалом | Допрацездатний вік | Працездатний вік | Постпрацездатний вік |
| -------- | ------- | ------------------ | ---------------- | -------------------- |
| Чоловіки | 111     | 27                 | 78               | 6                    |
| Жінки    | 101     | 19                 | 66               | 16                   |
| Разом    | 212     | 46                 | 144              | 22                   |